# Ståskal

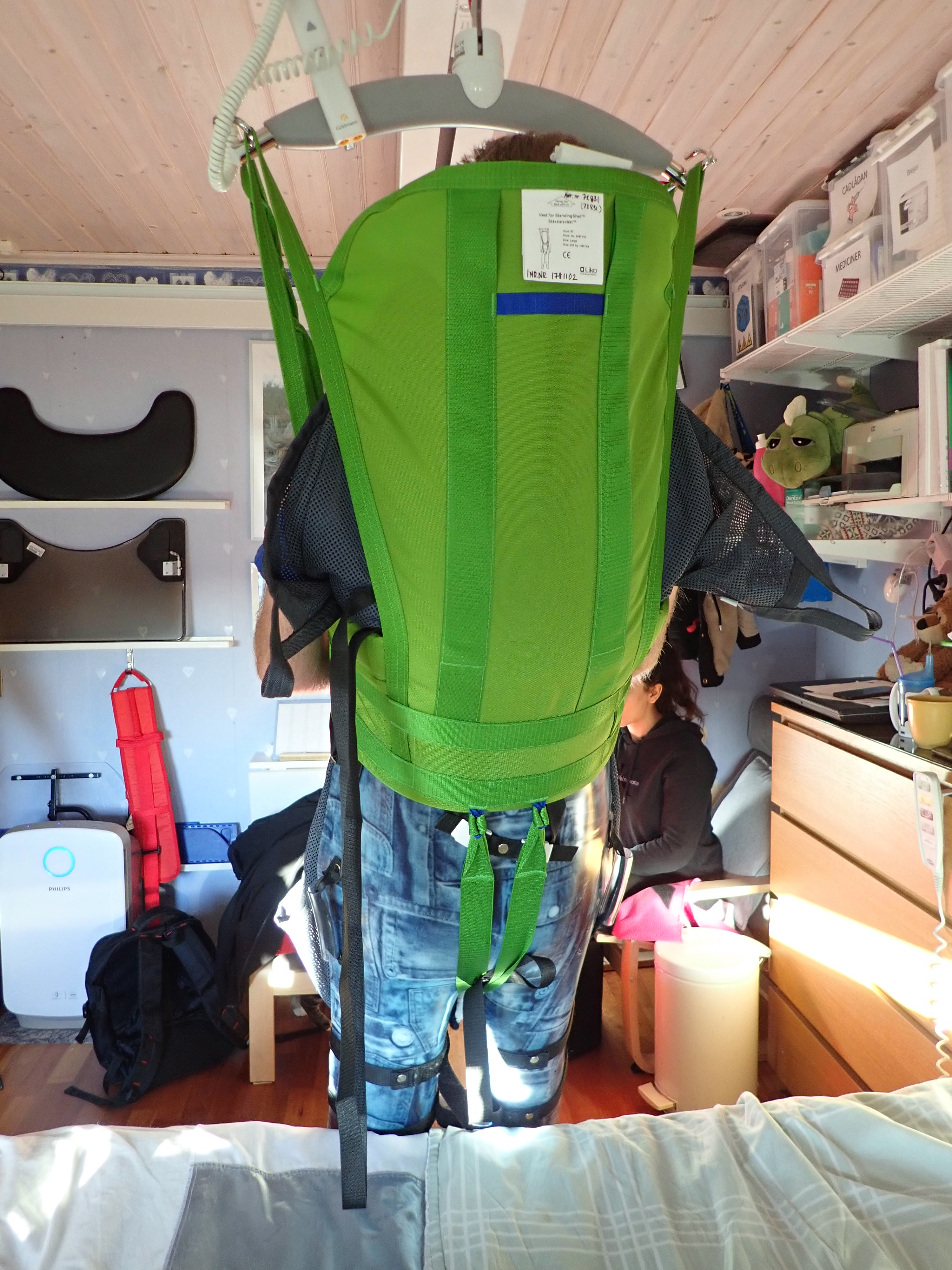
En person som ståtränar i sitt ståskal. För att ståskalet skall fungera så bra som möjligt så är det viktigt att det passar personen som skall använda det, därför formgjuter man skalet efter användaren.

Ett ståskal är ett hjälpmedel för en person som inte kan stå upp själv beroende på en medfödd skada eller efter en skada som inträffat senare i livet. Ståskalet stödjer benen och bålen på personen och hjälper till att hålla kroppen upprätt. Ett ståskal är en formgjuten ortos i tjockare plast som hindrar personens fotled, knäled, höftled och bål att röra sig.
För att komma upp och stå används ofta en särskild ståsele som kopplas till en personlyft. När personen väl kommit upp i stående så används en ståfälla, ståstöd eller en ståbarr.  Man kan även använda ett ståskal i kombination med en tippbräda för att komma upp i stående.         